# Park Narodowy Morza Archipelagowego
Park Narodowy Morza Archipelagowego (fiń. Saaristomeren kansallispuisto, szw. Skärgårdshavets nationalpark) – park narodowy w południowo-zachodniej Finlandii. Utworzony został w 1983 r. na powierzchni 500 km². Obejmuje fragment archipelagu wysp powstałego w czasie epoki lodowcowej na tzw. Morzu Archipelagowym, stanowiącym część Morza Bałtyckiego. Jest zasadniczą częścią Rezerwatu Biosfery Morza Archipelagowego ustanowionego przez UNESCO w 1994 r. Obsługą ruchu turystycznego zajmuje się centrum ruchu turystycznego Blåmusslan.